# P/2018 L1 (PANSTARRS)
P/2018 L1 (PANSTARRS) — короткоперіодична комета сімейства Юпітера. Відкрита 3 червня 2018 року; була 20.0m на час відкриття.